# Alessandro Rossi (politico)
Alessandro Rossi (Rimini, 10 agosto 1967) è un politico sammarinese, capitano reggente per due mandati.

## Biografia

### Istruzione e carriera
Alessandro Rossi è nato nel 1967, figlio di Dante di Giovanna Carla.
Nel 1986 si diplomò come perito informatico presso l'Istituto Tecnico Montanti, per poi laurearsi nel 1992 all'Università di Bologna in Ingegneria elettronica, con tesi in microelettronica all'Università di Grenoble.
Dal 1992 al 1994 insegnò disegno tecnico al Centro di Formazione Professionale di San Marino e fu attivo come consulente tecnologico. Da allora ha lavorato come programmatore e responsabile delle reti IT; ha cominciato a praticare la libera professione nel 2013 come ingegnere elettronico-informatico.

### Attività politica
È stato in Consiglio Grande e Generale dapprima per la lista PPDS-IM (1998-2001), in seguito per il Partito dei Democratici (2001-2005), che contribuì a fondare, e Sinistra Unita (2005-2013), di cui fu promotore.
Fu l'autore della proposta di legge che, approvata il 23 settembre del 2004, ha abrogato l'articolo 274 del codice penale, in base al quale i rapporti omosessuali erano punibili con l'interdizione dai pubblici uffici o il carcere se davano origine a pubblico scandalo.
Dal 2006 al 2009 fu membro dell'APCE, e negli stessi anni ricoprì la vicepresidenza della sua Commissione sull'immigrazione e i rifugiati. Tra l'aprile e l'ottobre del 2007 servì come capitano reggente in coppia con Alessandro Mancini. Fu un membro dell'Assemblea parlamentare dell'OCSE dal 2008 al 2012, e di nuovo dell'APCE nel 2013.
È stato tra i promotori del Movimento Democratico - San Marino Insieme nel 2015 e della lista Noi per la Repubblica nel 2019. Nel 2022 aderisce al movimento Democrazia Solidale (DEMOS), fondato da Carlo Boffa.
Nel marzo 2024 viene rieletto capitano reggente in coppia con Milena Gasperoni e con il sostegno delle opposizioni, fatto che provoca una crisi di governo e lo scioglimento anticipato del Consiglio.

## Vita privata
Ha quattro figlie.